# Новоселівка (Скадовський район)
Новосе́лівка — селище в Україні, у Долматівській сільській громаді Скадовського району Херсонської області. Населення становить 35 осіб. Відстань до міста райцентру становить близько 47 км і проходить автошляхом Р57.

## Історія
Згідно з переписом УРСР 1989 року чисельність наявного населення селища становила 21 особа, з яких 11 чоловіків та 10 жінок.
За переписом населення України 2001 року в селищі мешкали 34 особи.
24 лютого 2022 року село тимчасово окуповане російськими військами під час російсько-української війни.

### Мовний склад
Рідна мова населення за даними перепису 2001 року:
| Мова       | Чисельність, осіб | Доля     |
| ---------- | ----------------- | -------- |
| Українська | 29                | 82,86 %  |
| Російська  | 5                 | 14,29 %  |
| Інше       | 1                 | 2,85 %   |
| Разом      | 35                | 100,00 % |